# Башелье, Флориан
Флориан Башелье (фр. Florian Bachelier) — французский политик, депутат Национального собрания Франции.

## Биография
Родился 5 апреля 1979 г. в Тьонвиле (департамент Мозель) в семье учителя. В 1998 году он покинул Лотарингию и приехал в Бретань, чтобы поступить на факультет права и политических наук Университета Ренн I. Во время учебы работал разносчиком пиццы, официантом и агентом по приему заказов. После окончания университета получил диплом юриста в области корпоративного права. С 2007 по 2017 годы оказывал юридические услуги предприятиям, работающим в сфере цифровых технологий, биотехнологий, энергетики. 
В 2000 году Флориан Башелье вступил в Социалистическую партию. Выступал в поддержку Доминика Стросс-Кана на выборах лидера партии в 2006 году, и Мартин Обри — в 2008 году. 
Присоединился к движению "Вперёд!" с момента его создания в 2016 году, с конца 2016 года является лидером движения в департаменте Иль и Вилен. Принимал активное участие в выборе кандидатов партии «Вперёд, Республика!» на выборах в Национальное собрание в 2017 году в департаменте Иль и Вилен, а сам стал кандидатом партии по 8-му избирательному округу и выиграл выборы во 2-м туре.
В Национальном собрании Флориан Башелье был избран первым квестором, а также стал членом Комиссии по национальной обороне и вооруженным силам. В январе 2021 года он вместе с Эриком Сьотти, одним из квесторов от оппозиции, продвигает увеличение материального обеспечения депутатов на 15%. В 2019 году его уже критиковали за увеличение бюджета на содержание членов парламента. 5 июня 2022 года, за несколько дней до первого тура парламентских выборов, газета Le Monde публикует информацию об увеличении расходов Национального собрания, в то время как Флориан Башелье утверждал, что они сократились на 96 миллионов евро. Он отрицал обвинения Le Monde, утверждая, что резервы парламента увеличились на 7 миллионов евро.
Флориана Башелье неоднократно критиковали за «ненадлежащее управление», надуманные требование к персоналу, частую смену помощников и чрезмерное общение. По количеству уволенных помощников он уступает только своей коллеге от департамента Лоранс Майяр-Меэньери. 
В другой статье Le Monde утверждает, что Флориан Башелье «разжигает вражду среди местных выборных должностных лиц, как никто другой из бретонских депутатов», и обвиняет его в том, что он помешал рассмотрению местных дел, таких как дело о новом университетском больничном центре или договоре о комплексной безопасности.. 
На выборах в Национальное собрание в 2022 году он вновь баллотировался в восьмом округе департамента Иль и Вилен от президентского большинства, но потерпел поражение от кандидата левого блока NUPES Мишеля Булу во втором туре, набрав 42,0 % голосов.

## Занимаемые должности
18.06.2017 — 21.06.2022 — депутат Национального собрания Франции от 8-го избирательного округа департамента Иль и Вилен